# Ernst Guth (Politiker)
Ernst Guth (* 24. Februar 1893 in Pinkafeld; † 16. März 1986 in Oberwart) war ein österreichischer Politiker (ÖVP) und Tischlermeister. Er war von 1953 bis 1956 Abgeordneter zum österreichischen Nationalrat.

## Leben und Wirken
Guth besuchte zunächst die Volksschule und wechselte nach vier Klassen an eine Bürgerschule, die er ebenfalls vier Jahre lang besuchte. Er erlernte den Beruf des Tischlers, absolvierte vier Semester am Polytechnischen Institut in Strelitz und legte zudem die Matura ab. 1930 übernahm er den väterlichen Betrieb. Zum 19. März 1933 trat Guth der NSDAP bei (Mitgliedsnummer 1.610.365). Er war bei der Hissung der Hakenkreuzfahne am Schlot des Ringofens in Pinkafeld am 2. Jänner 1934 beteiligt und wurde dafür mit zehn Tagen Arrest bestraft. Wegen nicht bezahlter Beiträge wurde er Silvester 1935 ausgeschlossen. Er beantragte 1941 eine erneute Aufnahme und wurde 1942 rückwirkend zum 1. Januar 1941 erneut aufgenommen (Mitgliedsnummer 8.441.560). 1944 muss er sich eines nach den Richtlinien der NSDAP schweren Vergehens schuldig gemacht haben. Welcher Art dieses Vergehen gewesen ist, geht aus den Akten nicht hervor. Er wurde erneut aus der NSDAP ausgeschlossen. Nach dem Zweiten Weltkrieg wirkte er als Mitglied des Gemeinderates von Pinkafeld, zudem hatte er das Amt des Zweiten Bürgermeisters von Pinkafeld inne. Zudem war er vom 2. April 1953 bis zum 8. Juni 1956 Abgeordneter zum Nationalrat, wobei er ein Mandat des Wahlkreises Burgenland innehatte. Zudem engagierte sich Guth als Landgesinnungsmeisterstellvertreter des Tischlerhandwerkes für das Burgenland und war Kreisinspektor der Bezirksfeuerwehr. 